# Quadrado Sator

Quadrado Sator.

Com a expressão quadrado Sator designa-se uma estrutura com forma de quadrado mágico composta por cinco palavras latinas: SATOR, AREPO, TENET, OPERA, ROTAS, que, consideradas em conjunto (da esquerda para a direita ou de cima para baixo), dão lugar a um palíndromo.

## A estrutura
A dispor as palavras numa matriz quadrada, obtém-se uma estrutura que recorda a dos quadrados mágicos de tipo numérico. As cinco palavras repetem-se se forem lidas da esquerda para a direita, da direita para a esquerda, de cima para baixo, ou de baixo para cima. No centro do quadrado a palavra TENET forma uma cruz.

## História

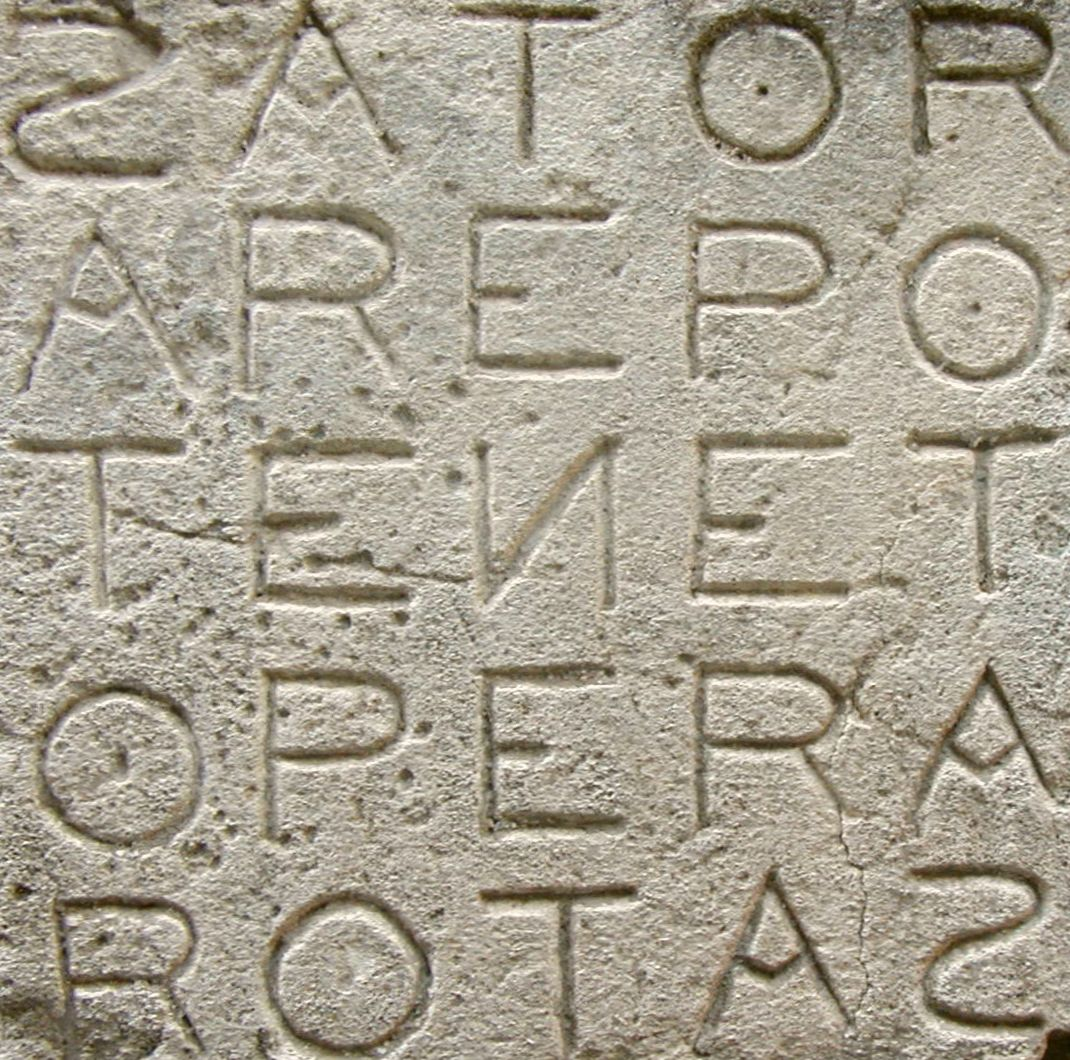
Quadrado de Sator em Oppède.

O quadrado mágico é visível num vasto número de achados arqueológicos em diversas partes da Europa. Foi já encontrado em ruínas romanas de Cirencester (antiga Corinium) em Inglaterra, no castelo de Rochemaure, em Oppède, em Siena (parede da catedral), na abadia de Collepardo, Santiago de Compostela, etc. Por vezes as cinco palavras estão dispostas de forma radial, como na Abadia de Valvisciolo em Sermoneta, ou de forma circular, como na Colegiata de Sant'Orso de Aosta.
O exemplo mais antigo e célebre é o das escavações de Pompeia, encontrado em 1925. É uma incisão numa coluna do grande ginásio: teve grande importância nos estudos que se fizeram sobre a história do quadrado.

## O enigma do significado
É difícil estabelecer com certezas o significado literal da frase composta por estas cinco palavras, já que o termo AREPO não existe estritamente na língua latina. Algumas conjecturas sobre esta palavra levam à tradução, com sentido pouco claro, como o semeador, com o seu carro, mantém com destreza as rodas, da qual se tenta tirar algum sentido através da referência a um semeador como citação de um texto dos Evangelhos.
Se se pensar que o termo AREPO é o nome próprio de um misterioso semeador, chega-se à tradução: “Arepo, o semeador, mantém com destreza as rodas”, o que parece aludir a práticas agrícolas.

## Símbolo cristão

Anagrama SATOR AREPO TENET OPERA ROTAS.

A presença do palíndromo na forma de cruz em muitas igrejas medievais possibilita a sua utilização - embora tenha provavelmente origens mais antigas - como símbolo que se introduziu na cultura cristã daquele período. A partir da identificação de SATOR, o semeador, com o Criador, propôs-se a seguinte interpretação: “O Criador, autor de todas as coisas, mantém com destreza as suas próprias obras”.
No âmbito da cultura cristã, a interpretação é coerente com a grande quantidade de ocasiões e lugares onde se encontrou o quadrado Sator. O achado em Pompeia suscitou diversas controvérsias sobre a origem cristã do quadrado, mas pode-se supor que existiriam comunidades cristãs no local, e as letras A e O colocadas nos lados da cruz poderão ser uma referência ao Apocalipse de São João, que teve difusão em Itália, mas também tem o significado de Alfa e Omega, o inicio e o fim, símbolos usados no inicio do Cristianismo.
Alguns estudiosos traduzem este palíndromo da seguinte forma: "Agricultor sábio (destreza) mantém a rotação de culturas", no sentido de se plantar culturas diferentes em cada talhão de terras no decorrer dos anos, evitando assim a proliferação de pragas e doenças.   